# Намибия
Нами́бия (англ. Namibia о файле/nəˈmɪbiə/, /næˈ-/), официальное название — Респу́блика Нами́бия (англ. Republic of Namibia [rɪˈpʌblɪk ɒv nəˈmibiə]); до 1968 года — Юго-За́падная А́фрика — государство в Южной Африке. На севере граничит с Анголой и Замбией, на востоке — с Ботсваной, на юго-востоке и юге — с ЮАР; с запада омывается водами Атлантического океана.
Площадь — 824 292 км². Население — 2 533 794 чел. (оценка 2017). Столица — город Виндхук.
Управление страной осуществляют президент, избираемый на 5 лет, и двухпалатный парламент.
Международные рейтинги Намибии разнятся: там высокая свобода прессы, одно из наиболее эффективных правительств в Африке, но вместе с тем средневысокий уровень коррупции и средний уровень развития человеческого потенциала.
Член Организации Объединённых Наций (1990), Всемирной торговой организации (1995).

## Этимология
С 1890 года до Первой мировой войны страна называлась Германская Юго-Западная Африка, а затем — «Юго-Западная Африка». 12 июня 1968 года, согласно резолюции A/RES/2372 (XXII), Генеральной Ассамблеи ООН ей было присвоено название «Намибия».
Топоним был образован от названия пустыни Намиб на западном побережье страны, само это название происходит из языка коренного народа Намибии нама.

## История
С древнейших времён территория нынешней Намибии была населена бушменскими (санскими) племенами (занимавшимися охотой и собирательством), позже туда пришли готтентоты — нама и дамара (кочевники-скотоводы).
Примерно с XVI века с севера начали проникать племена банту — гереро, овамбо, каванго, йейе, тсвана и другие. В конце XVIII века овамбо оттеснили гереро, а также готтентотов, на юг. В 1830-х годах вновь пришедшее из Капской колонии готтентотское племя нама во главе с вождём Йонкером Африканером подчинило племена гереро и дамара.
Европейцы пришли в эти засушливые земли сравнительно поздно — лишь в 1878 году Великобритания присоединила Уолфиш-Бей к Капской колонии. В 1883 году немецкий купец Адольф Людериц выкупил участок побережья в районе бухты Ангра-Пекена у одного из местных вождей племени нама — за 200 ружей и товаров стоимостью 100 фунтов стерлингов.
По англо-германскому договору 1890 года всё побережье современной Намибии, исключая Уолфиш-Бей, отошло к Германии. Таким образом, были определены границы колонии Германская Юго-Западная Африка.
Немецкие власти поощряли приезд белых колонистов, занимавших земли местного населения. В начале 1904 года под руководством вождя Самуэля Магареро гереро подняли восстание, убив более сотни немецких поселенцев. Германия направила в Юго-Западную Африку 14 000 солдат во главе с генералом Лотаром фон Трота, который объявил, что все гереро должны быть изгнаны из страны. В битве при Ватерберге гереро потерпели тяжёлое поражение. Выжившие попытались добраться через Калахари в британское владение Бечуаналенд (ныне Ботсвана): Британия обещала дать гереро убежище, если они не будут продолжать восстание. Многие погибли, не выдержав этого перехода.
По данным 1905 года, когда немцы провели первую перепись населения, в Юго-Западной Африке оставалось около 25 000 гереро, в основном женщины и дети. Они были помещены в концентрационные лагеря, подобные тем, что англичане устраивали во времена войны против буров.
Вскоре после подавления восстания гереро против немцев выступили нама. Их лидерами были Хендрик Витбоой и Якоб Моренга. Боевые действия продолжались до марта 1907 года, когда было подписано мирное соглашение (хотя Моренга вёл партизанскую войну и позже). Оценки численности нама, погибших в ходе восстания, сильно колеблются: по всей видимости, их было около 40 000.
В ходе Первой мировой войны, в 1915 году, войска Южно-Африканского Союза захватили Намибию. В 1920 году ЮАС получил от Лиги Наций мандат на управление Юго-Западной Африкой. После прекращения деятельности Лиги ЮАР отказалась сдать мандат и продолжала контролировать эту территорию, установив там режим апартеида. ЮАР рассматривала Намибию как буфер, защищающий страну от «вражеских» государств Чёрной Африки. Белое меньшинство Намибии было представлено в парламенте ЮАР. Уолфиш-Бей, с 1878 года составлявший часть Капской колонии и не входивший в состав Германской Юго-Западной Африки, был включён англичанами в состав Юго-Западной Африки в 1915 году и был возвращён в ЮАР лишь в конце 1970-х. Таким образом на момент принятия Декларации ООН о деколонизации (1960 год) Уолфиш-Бей оказался в составе Намибии, вследствие чего государства-члены ООН не признали его обратную передачу в состав ЮАР. Уолфиш-Бей перешёл под контроль Намибии в 1994 году.
С 1966 года Народная организация Юго-Западной Африки (СВАПО) начала борьбу за независимость от ЮАР. Базы СВАПО размещались на территории Анголы и Замбии, а поддержку им оказывал Советский Союз: официальной идеологией СВАПО был марксизм. Именно тогда впервые стало употребляться название «Намибия». Международное сообщество также не признавало право ЮАР на управление этой территорией. Однако лишь в 1988 году власти ЮАР согласились уйти из Намибии. 21 марта 1990 в присутствии Генерального секретаря ООН и государственного президента ЮАР была провозглашена независимость Намибии.
Первым президентом Намибии стал лидер СВАПО Сэм Нуйома. Он занимал этот пост три срока. 21 марта 2005 президентом Намибии стал бывший министр по земельным вопросам Хификепунье Похамба, получивший на выборах более 75 % голосов.
В 1994 году представители народа лози объявили о создании Армии освобождения Каприви, целью которого является обретение независимости этой территории, что повлекло за собой попытку вооружённого мятежа. В настоящее время противостояние утихло, с 2001 года полоса Каприви вновь объявлена безопасной для туристов.

## География
Основную часть Намибии составляют возвышенности, занимающие центр страны. Там находится высочайшая точка (гора Кёнигштайн (Брандберг), 2606 м).
С запада центральное плато ограничено пустыней Намиб, выходящей к Атлантическому океану, с юга — рекой Оранжевой, с востока — 20 м и 21 м градусом восточной долготы и пустыней Калахари. В стране довольно жарко, а осадков выпадает мало (отчасти это связано с влиянием холодного Бенгельского течения).
Полоса Каприви и крайний север страны заняты джунглями. На юге страны находятся два экорегиона, которые являются важным очагом биоразнообразия: Суккулентный Кару и Нама-Кару.
Рек в Намибии мало, и большинство из них заполняются лишь в отдельные периоды. Сухие русла: в сезон дождей они могут заполняться и затоплять до 60 % территории. Самые крупные реки в Намибии — Оранжевая, Фиш (её каньон — второй по величине (длине и ширине) в мире после Большого каньона в США), Окаванго (впадает в огромное болото на территории Ботсваны, называемое дельта Окаванго).
Крупнейший город страны — столица Виндхук. Другие крупные города — Уолфиш-Бей, Свакопмунд, Ошакати, Хрутфонтейн, Китмансхуп, Цумеб, Гобабис.

## Население
В Намибии живёт 2 746 745 чел. (2020 г.).
По оценкам 2010 года, годовой прирост населения Намибии составляет 2,2 %.
Рождаемость — 29,2 на 1000 человек, смертность — 7,2 на 1000 человек.
Средняя продолжительность жизни на 2015 год — 64,39 года.
13,8 % населения заражено вирусом иммунодефицита (ВИЧ) (5-е место в мире).

### Языки
Официальным языком Намибии является английский, но распространён он в основном как второй язык среди молодёжи (хотя есть и носители — 7 %). В качестве родного наиболее широко распространён язык ошивамбо, или ндонга, в качестве второго — африкаанс (им владеет 60 % населения). До 1990 года официальными языками были немецкий и африкаанс.
Важнейшие языки Намибии:
- африкаанс (знает большинство населения)
- ндонга, или ошивамбо (является родным почти для половины населения)
- английский (официальный язык и лингва франка)
- нама, или дамара
- гереро
- немецкий (язык намибийских немцев, влиятельного национального меньшинства в Намибии)

Уровень грамотности среди людей старше 15 лет составляет 85 %.

### Этно-расовый состав
Большинство населения (80 %) составляют народы семьи банту — в основном овамбо (более 50 %), а также гереро (7 %) и другие племена. Койсанские народы — нама (5 %) и бушмены (3 %).
6,5 % приходится на метисов — так называемых «цветных» (их большинство) и «бастеров» (живут в основном в общине, сосредоточенной вокруг города Рехобот к югу от Виндхука).
5,7 % населения составляют белые — потомки голландских, английских, португальских, французских и немецких колонистов (часть последних сохраняет немецкую культуру и язык). Большинство белых и почти все цветные в Намибии говорят на африкаанс и ничем не отличаются по культуре и обычаям от белых и цветных ЮАР. Так, в Намибии проживает 104 тыс. африканеров и около 35 тыс. намибийских немцев.

## Государственное устройство
Намибия — республика. Глава государства — президент, избираемый населением на 5-летний срок (возможен 2-й срок подряд).
Двухпалатный парламент — Национальный совет (42 члена, избираются региональными советами на 6-летний срок) и Национальная ассамблея (104 депутата, 96 избираются населением на 5-летний срок, 8 назначаются президентом). 41,3 % парламента занимают женщины (2017).
Основные политические партии (по итогам выборов НС в ноябре 2004 и НА в ноябре 2019):
- СВАПО (SWAPO, лидер Хаге Гейнгоб) — 28 сенаторов, 63 депутата
- Народно-демократическое движение (PDM, ранее Демократический альянс Турнхалле, лидеры Макгенри Венаани) — 1 сенатор, 16 депутатов
- Движение безземельного народа (LPM, лидер Бернадус Свартбуи) — 4 депутата
- Демократическая организация национального единства (NUDO, лидер Эстер Муинджанге) — 1 сенатор, 2 депутата
- Всенародная партия (APP, лидер Игнациус Шиксвамени) — 2 депутата
- Объединённый демократический фронт (UDF, лидер Юстус Гароэб) — 2 депутата
- Республиканская партия (RP, лидер Хенк Мадж) — 1 депутат
- Намибийские борцы за экономическую свободу (NEFF, лидер Эпафрас Муквиилонго) — 2 депутата
- Объединение за демократию и прогресс (RDP, лидер Мике Кавекотора) — 1 депутат
- Христианско-демократический голос (CDV, лидер Готхард Кандуме) — 1 депутат
- Национальный союз Юго-Западной Африки (SWANU, лидер Тангени Лиямбо) — 1 депутат

Остальные 5 партий, участвовавшие в выборах, не получили ни одного места (наименьшее число голосов — 0,1 % — получила Коммунистическая партия).

## Административное деление
В 1977—1992 годах Намибия делилась на 26 округов. В августе 1992 года округа были реорганизованы в 13 областей (regions), которые в свою очередь делятся на 102 (избирательных) округа (constituencies). В 2002 году количество избирательных округов увеличено до 107. 9 августа 2013 года область Окаванго разделена на Восточное Каванго и Западное Каванго.
Области Намибии:
1. Кунене
2. Омусати
3. Ошана
4. Охангвена
5. Ошикото
6. Западное Каванго
7. Восточное Каванго
8. Замбези
9. Эронго
10. Очосондьюпа
11. Омахеке
12. Кхомас
13. Хардап
14. Карас

## Внешняя политика
Намибия имеет тесные отношения с государствами, которые помогали ей в Войне за независимость, включая Китайскую Народную Республику, Россию и Кубу. Намибия укрепляет экономические и политические связи в южноафриканском регионе: является членом Сообщества развития Юга Африки и Южноафриканского таможенного союза. Намибия является сторонником дальнейшей региональной интеграции.

## Экономика
Экономика Намибии сохраняет связи с экономикой ЮАР. Намибийский доллар жёстко привязан к южноафриканскому ранду.
Намибия является одной из беднейших стран Африки, безработица здесь составляет от 22,3 %. Тем не менее, по данным Всемирного банка, в 2015 году 13,4 % населения жило менее чем на 1,9 долл. в день (относительно 2003 года показатель улучшился на 18,1 %), а 29,60 % жило менее чем на $3,2 в день (при этом за последние 6 лет показатель улучшился на 37 %). Возможной причиной улучшения уровня жизни стал курс правительства на повышение уровня образования населения — на конец 2012 года Намибия занимала 9-е место в мире по уровню национальных расходов на образование, выраженному в процентах от ВВП.
В 2017 году ВВП по паритету покупательной способности (ППС) Намибии составил около 13,25 млрд долл. (11 500 долл. на душу населения (ППС), 114-е место в мире).
В недрах Намибии находятся залежи меди, свинца, урана и алмазов, золота, серебра, цинка, олова, вольфрама и природного газа. Особенно известны алмазные жилы в окрестностях Людерица (и город-призрак Колманскоп). В окрестностях Свакопмунда находится один из крупнейших в мире карьеров по добыче урана — Rossing.
Около половины (47 %) всей рабочей силы в Намибии занято в сельском хозяйстве, в основном в животноводстве, при том что доля сельского хозяйства в ВВП составляет менее 10 %. В частности, важное место занимает разведение каракулевых овец.
Обрабатывающая и тяжёлая промышленность в Намибии развиты слабо, так что в этих областях она сильно зависит от импорта. Намибия также импортирует до 50 % потребляемого продовольствия.
37,6 % экспорта Намибии составляют драгоценные камни и металлы, 13 % — морепродукты, 12 % — руды.
35,2 % от экспорта услуг составляет прибыль от туризма. В 2017 году в страну въехало 1,5 миллиона туристов.
Намибия входит в международную организацию стран АКТ.

## Транспорт
Главным средством перемещения в Намибии являются автомобильные перевозки. Через Намибию проходит транс-африканский автодорожный маршрут  шоссе Триполи-Кейптаун и Транскалахарская автомагистраль. Дорожная сеть доходит до всех уголков страны, её длина составляет почти 65 000 км (правда, лишь 5000 км из них асфальтированы). Как и в ЮАР, движение в Намибии левостороннее. Главный морской порт Намибии — Уолфиш-Бей.

### Железные дороги
Железнодорожная сеть Намибии восходит в основном ещё к колониальным временам, когда маршруты определялись главным образом военными нуждами. Общая протяжённость путей составляет 2382 км и соединяет все наиболее крупные населённые пункты страны. Сейчас железная дорога используется почти только для грузовых перевозок — пассажиры предпочитают автобусы. 
Тем не менее намибийские железные дороги предлагают поезда «StarLine Passenger Services» по маршрутам Виндхук — Цумеб, Виндхук — Гобабис, Уолфиш-Бей — Цумеб, Уолфиш-Бей — Свакопмунд — Виндхук и Апингтон (ЮАР) — Китмансхуп — Виндхук. Между Виндхуком и Свакопмундом ходит также фирменный поезд «Desert Express».

### Авиасообщение
Авиация в Намибии также весьма хорошо развита. Национальный перевозчик Air Namibia осуществляет полёты из-за пределов страны в международный аэропорт имени Хосеа Кутако (около 40 км от Виндхука, код WDH) и в Уолфиш-Бей. Помимо прямых рейсов, в Виндхук можно также легко добраться через аэропорт Йоханнесбурга. Почти в каждом более-менее крупном населённом пункте есть аэродром, и перевозки осуществляют множество мелких компаний и частных владельцев самолётов.

## Культура

### Кухня
Намибийцы любят добавлять в блюда травы и специи, готовить мясо на гриле.
Распространён билтонг — вяленое мясо говядины, которое маринуют в уксусе, затем в смеси кориандра, коричневого сахара, соли и чёрного перца. Сушится билтонг в специальных помещениях или на воздухе до двух дней.
Феткук — хлеб из жареного теста. Тесто скатывается в шарики и жарится во фритюре.
Также распространён напиток ошикунду. Изготавливается из ферментированной просяной муки, отрубей и солодовой муки сорго, смешанных с тёплой водой.

### Религия
Большинство намибийцев (до 80 %) — христиане, в основном лютеране (см.Евангелическая лютеранская церковь в Намибии), остальные протестантские группы представлены реформаторами, методистами, Ассамблеями Бога, адвентистами. 
Часть населения придерживается традиционных верований.

### СМИ
Государственная телерадиокомпания NBC (Namibian Broadcasting Corporation, «Намибийская радиовещательная корпорация») включает в себя телеканалы NBC1 и NBC2; радиостанции National radio и ряд радиостанций, вещающих на языках национальных меньшинств.

### Спорт
В 1990 году создан Национальный олимпийский комитет.
Одним из наиболее популярных видов спорта является регби: национальная сборная участвует в чемпионатах мира с 1999 года.
Намибийский спринтер Ф. Фредерикс — четырёхкратный серебряный призёр Олимпийских игр на дистанциях 100 и 200 метров, двукратный чемпион мира на дистанции 200 метров; обладатель мирового рекорда на дистанции 200 метров в помещении.

### Комментарии
1. ↑  (немецкий, африкаанс, нама, лози, тсвана, гереро и ошивамбо имеют статус национальных языков)
2. ↑  африк. Republiek van Namibië, нем. Republik Namibia, гереро Orepublika yaNamibia, тсвана Rephaboliki ya Namibia